# Keiichi Hara
Keiichi Hara (en japonés: 原 恵一, nacido el 24 de julio de 1959 en Tatebayashi, Gunma) es un director y guionista de anime, conocido especialmente por haber dirigido varias películas de Doraemon y Crayon Shin Chan.

## Televisión
- 1983 - 1986: Doraemon (ドラえもん) Director/Storyboard
- 1987 - 1989: Esper Mami (エスパー魔実) Director/Storyboard/Guionista
- 1989: Chimpui (チンプイ) Director
- 1989: 21-emon (21エモン) Storyboard
- 1992 - 2004: Crayon Shin-chan (クレヨンしんちゃん) Director/Storyboard/Guionista

## Filmografía
- 1984: Doraemon: Nobita no shin makai daibôken (のび太の魔界大冒険) - Director
- 1985: Doraemon: Nobita no uchuu shô-sensô (のび太の宇宙小戦争) - Director
- 1986: Doraemon: Nobita to tetsujin heidan (のび太と鉄人兵団) - Director
- 1987: Doraemon: Nobita to Ryû no kishi  (のび太と竜の騎士) - Director
- 1991: アララ少年山賊団! - Director
- 1993: ハロー恐竜キッズ!! - Director
- 1993: Shin Chan: La invasión (クレヨンしんちゃん アクション仮面VSハイグレ魔王) - Director/Storyboard/Guionista
- 1994: Crayon Shin-chan: Buriburi Ôkoku no hihô (クレヨンしんちゃん ブリブリ王国の秘宝) - Director/Storyboard/Guionista
- 1995: クレヨンしんちゃん 雲黒斎の野望 - Director/Storyboard/Guionista
- 1996: Shin Chan: Aventuras en Henderland (クレヨンしんちゃん ヘンダーランドの大冒険) - Director/Storyboard/Guionista
- 1997: Shin Chan: En busca de las bolas perdidas (クレヨンしんちゃん 暗黒タマタマ大追跡) - Director/Storyboard/Guionista
- 1998: Shin Chan: Operación rescate (クレヨンしんちゃん 電撃!ブタのヒヅメ大作戦) - Director/Storyboard/Guionista
- 1999: クレヨンしんちゃん 爆発!温泉わくわく大決戦 / クレしんパラダイス!メイド・イン・埼玉 - Director/Storyboard/Guionista
- 2000: クレヨンしんちゃん 嵐を呼ぶジャングル Director/Storyboard/Guionista
- 2001: Shin Chan: ¡Los adultos contraatacan! (クレヨンしんちゃん 嵐を呼ぶ モーレツ!オトナ帝国の逆襲) - Director/Storyboard/Guionista
- 2002: Shin Chan: El pequeño samurai (クレヨンしんちゃん 嵐を呼ぶ アッパレ!戦国大合戦) - Director/Storyboard/Guionista
- 2003: クレヨンしんちゃん 嵐を呼ぶ 栄光のヤキニクロード - Director/Storyboard/Guionista
- 2004: Le llamaban Shin-chan (クレヨンしんちゃん 嵐を呼ぶ!夕陽のカスカベボーイズ) - Director/Storyboard
- 2005: クレヨンしんちゃん 伝説を呼ぶブリブリ 3分ポッキリ大進撃 - Storyboard
- 2007: El verano de Coo - Kappa no Kū to Natsuyasumi (河童のクゥと夏休み) - Director/Storyboard/Guionista
- 2010: Colorful (カラフル) - Director
- 2015: Miss Hokusai - Sarusuberi (百日紅) - Director
- 2019: The Wonderland - Birthday Wonderland (バースデー・ワンダーランド) - Director.
- 2022: Lonely Castle in the Mirror - Kagami no Kojō (かがみの孤城) - Director.